# Leonpolis
Leonpolis (hist., pol. Lenpol) – wieś na Litwie położona w rejonie wiłkomierskim okręgu wileńskiego, 5 km na południowy zachód od Wiłkomierza, nad rzeką Świętą.

## Historia

### Własność
W połowie XVIII wieku dobra te należały do Michała Antoniego Radziwiłła. Prawdopodobnie do rodziny Radziwiłłów wniosła je jego żona Marcjanna Dowmont-Siesicka (~1670–1736). To ona wybudowała tu zameczek myśliwski dla swego syna Leona Michała Radziwiłła i dlatego nazwała to miejsce Leonpolem. Po Leonie, żonatym z Anną Mycielską (1729–1771), majątek dziedziczyli ich potomkowie. Dobra weszły w skład klucza towiańskiego. Po popowstaniowych kontrybucjach Radziwiłłowie byli zmuszeni sprzedać ten majątek Tyszkiewiczom z Czerwonego Dworu. W 1912 roku odkupiła go Taida Radziwiłłówna (1882–1971). Po zniszczeniach I wojny światowej i po parcelacji litewskiej w 1922 roku sprzedała Leonpol w 1925 roku, ratując Towiany. Nabywcą był Mykolas Devenis (1891–1978), litewsko-amerykański lekarz. W 1940 roku majątek został znacjonalizowany przez władze radzieckie. Po odzyskaniu niepodległości przez Litwę majątek został zreprywatyzowany i odzyskany przez potomkinię Devenisa, Dalię Devenytė-Bobelienė. W 2005 roku sprzedała ona go litewskiej firmie Timberpack UAB.

### Przynależność administracyjna
| rok  | liczba ludności |
| ---- | --------------- |
| 1902 | 54              |
| 1923 | 95              |
| 1959 | 271             |
| 1970 | 212             |
| 1979 | 239             |
| 1985 | 214             |
| 1989 | 223             |
| 2001 | 167             |
| 2011 | 126             |

- W I Rzeczypospolitej – w powiecie wiłkomierskim województwa wileńskiego Rzeczypospolitej[1];
- po III rozbiorze Polski (od 1795 roku) majątek leżał w powiecie wiłkomierskim (ujeździe) guberni wileńskiej (w latach 1797–1801 guberni litewskiej), a od 1843 roku guberni kowieńskiej Imperium Rosyjskiego;
- od 1922 roku wieś należy do Litwy, która w okresie 1940–1990, jako Litewska Socjalistyczna Republika Radziecka, wchodziła w skład ZSRR.

### XX wiek
W czasach radzieckich powstał tu radziecki kołchoz drobiowy Leonpol.

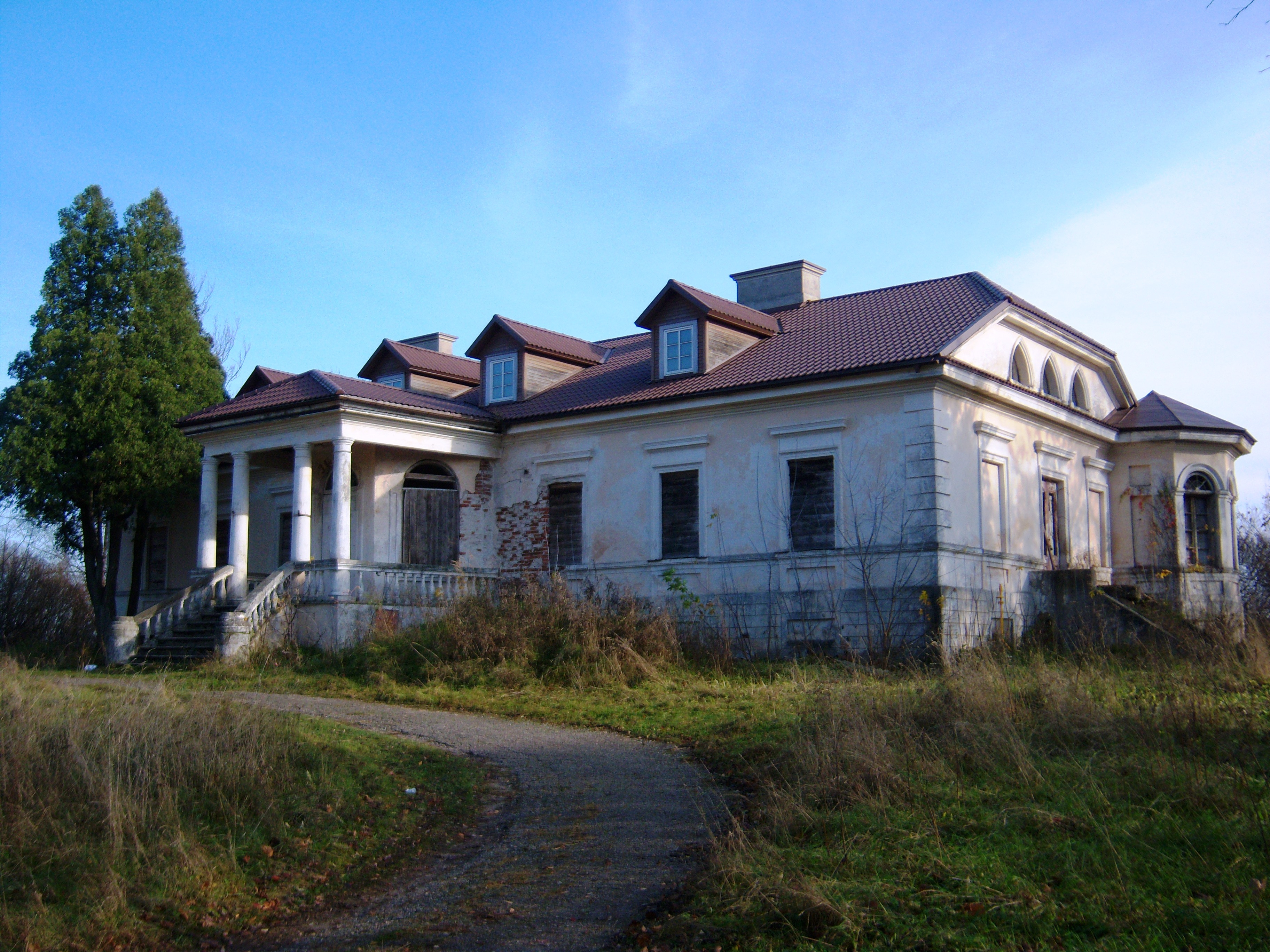
Obecny wygląd pałacu, 2013

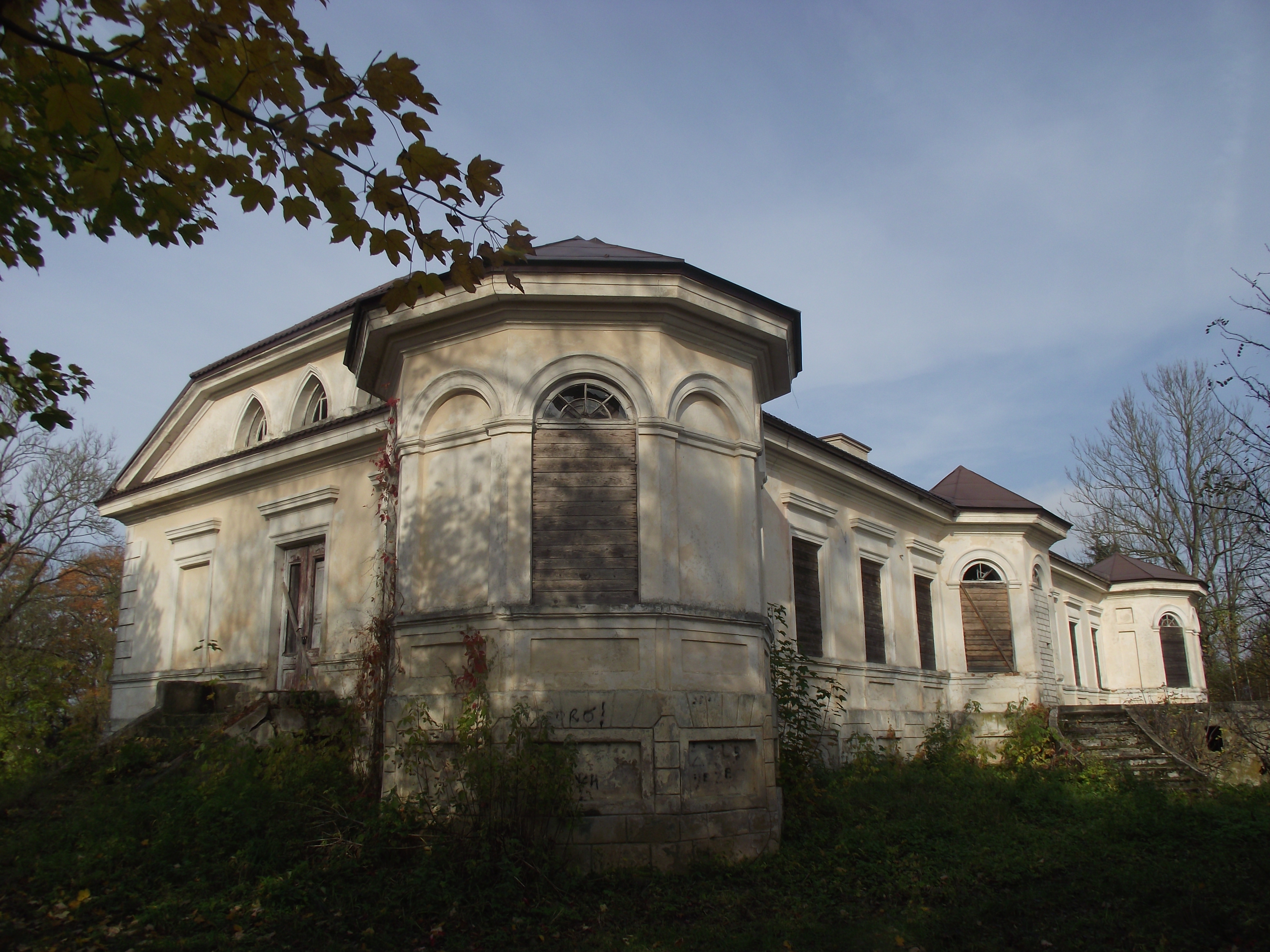
Współczesna elewacja ogrodowa, 2012

## Pałac
Wykopaliska przeprowadzone w 2007 roku wykazały, że pierwszy tutejszy drewniany dwór zbudowano w XVI wieku. Fundamenty obecnego pałacu wybudowano na przełomie XVI i XVII wieku, jednak powszechnie uznaje się, że sam pałac zbudowano wkrótce po 1721 roku. Miał formę parterowego zameczku, wzniesionego na wysokich suterenach, na planie kwadratu. Jedno jego skrzydło służyło gospodarzom, a pozostałe mieściły pomieszczenia dla służby i gospodarcze. Zameczek w 1812 roku został zbombardowany i w znacznej mierze zniszczony. Część mieszkalną odbudowano, dodając prostokątne zaplecze, już w formie pałacu. Potężnie sklepione sutereny mieściły kuchnie, spiżarnie, pokój służbowy i ogromne piwnice. Parter miał wysokie okna. Elewacja frontowa pałacu została zaakcentowana trójściennym i trójosiowym ryzalitem z półkoliście zwieńczonymi oknami i drzwiami. Na obu skrajnych osiach domu też były ryzality z drzwiami. Wnętrze pałacu miało układ dwutraktowy.
Przed pałacem rozciągał się kolisty trawnik, po jego obu stronach stały dwa podłużne budynki: oficyna i spichlerz, które wzniesiono na pozostałościach dawnych skrzydeł bocznych zameczku. Niewielki park otaczał pałac z trzech stron, schodząc do doliny rzeki Świętej.
Po II wojnie światowej w pałacu zorganizowano biura kołchozu, mieszkania jego pracowników, a także kino. Później budynek został przekazany na rzecz szkoły podstawowej i biblioteki.
Od 1992 roku pałac i zabudowania folwarczne znajdują się w rejestrze zabytków Litwy.
Majątek Leonpol został opisany w 4. tomie Dziejów rezydencji na dawnych kresach Rzeczypospolitej Romana Aftanazego.